# CCCII
정보 교환용 중국어 문자 코드(Chinese Character Code for Information Interchange, 중국어: 中文資訊交換碼) 또는 CCCII는 타이완의 중국어 문자 분석 그룹에서 개발한 문자 집합이다. 1980년에 처음 발행되었고, 1982년과 1987년에 크게 확장되었다.
주로 도서관 시스템에서 사용된다. 이는 Big5가 1984년에, CNS 11643이 1986년에 설립되기 전부터 가장 초기에 확립되고 가장 정교한 번체 중국어 인코딩 중 하나였다. 이 인코딩은 간체 버전 및 주요 한자 문자 세트의 다른 이체를 인코딩하는 독특한 시스템으로 구별된다.
CCCII의 초기 버전 변형은 미국 의회도서관에서 동아시아 문자 코드(EACC, ANSI/NISO Z39.64)라는 이름으로 MARC-8의 일부로 사용되고 있다. 여기서 EACC는 MARC 21의 JACKPHY 지원의 일부를 구성한다. 그러나 EACC는 최신 버전의 CCCII보다 문자가 적다. EACC를 유지하는 데 사용되었던 리서치 라이브러리 그룹의 CJK 시소러스를 기반으로 한 애플 컴퓨터에서의 작업은 유니코드의 유니한 세트의 직접적인 전신 중 하나였다.

## 설계

CCCII 또는 EACC 구현에서 가져온 9개 문자. 劍 (양날검)의 변형으로 인코딩된다. 이 중 9번째 문자 釖는 일반적으로 刀의 변형이다.

### 바이트 범위
CCCII는 ISO/IEC 2022에서 정의한 94n 세트로 설계되었다. 각 한자 문자는 0x21부터 0x7E까지의 7비트 바이트 3개로 표현된다. 따라서 CCCII에서 표현할 수 있는 한자의 최대 개수는 94×94×94 = 830584이다. 실제로 CCCII로 인코딩할 수 있는 문자 수는 이보다 적다. 변형 문자는 CCCII의 관련 ISO 2022 평면에 인코딩되므로 대부분의 코드 포인트는 변형 문자를 위해 예약되어야 한다.
그러나 실제로는 이러한 범위를 벗어나는 바이트가 때때로 사용된다. 코드 0x212320은 일부 구현에서 표의 문자 공간으로 사용된다. 홍콩의 도서관에서 사용하는 CCCII 사양은 0x2120으로 시작하는 코드를 구두점과 기호에 사용한다. 첫 번째 바이트 0x7F는 일부 변형에서 사용할 수 없는 Unified Repertoire and Ordering 또는 CJK Unified Ideographs Extension A 한자(예: U+3449의 경우 0x7F3449 또는 U+796E의 경우 0x7F796E; 계속 바이트가 UCS-2BE 코드와 일치하는 방식에 유의)에 대한 코드를 인코딩하는 데 사용되며, 여기에는 0x21–0x7E 또는 심지어 0x20–0x7F 범위를 벗어나는 바이트도 포함될 수 있다(예: U+551C의 경우 0x7F551C, U+5AA4의 경우 0x7F5AA4 또는 U+8EDA의 경우 0x7F8EDA).

### ISO 2022와의 상호작용
CCCII/EACC는 탈출 시퀀스와 함께 사용될 부호화 문자 세트 국제 등록부에 등록되지 않았다. 따라서 ISO 2022와 함께 사용할 수 있는 표준 지정 탈출 시퀀스가 없다. MARC-8은 EACC에 ANSI X3.41 (ISO 2022) 구현에서 비공개 사용 F-바이트 0x31 (1)을 할당한다.

### 레이어 및 변형 문자
94개의 ISO 2022 평면은 각각 6개의 평면으로 구성된 16개 레이어로 그룹화된다(레이어 16은 평면 91-94 4개로 구성됨). 레이어 1에는 한자 외 문자와 한자 문자가 모두 포함되어 있으며, 한자 외 문자와 가장 자주 사용되는 한자는 평면 1에 배치되고 나머지 5개 평면은 덜 일반적인 한자로 구성된다. 레이어 2에는 간체 중국어 문자가 포함되어 있으며, 이들의 행 및 셀 번호는 레이어 1의 번체 중국어와 동일하다. 레이어 3에서 12까지는 처음 두 레이어와 동등한 행 및 셀 번호에 추가 이체 형태를 포함한다.
마지막 네 개 레이어는 다른 목적으로 사용된다. 구체적으로, 레이어 13은 일본어 지원(가나 및 일본어 고쿠지)을 위한 추가 문자를 포함하고, 레이어 14는 한국어 지원(한글)을 위한 추가 문자를 포함한다. 레이어 15는 사용되지 않으며(예약됨), 레이어 16은 다른 문자에 사용된다.
이 독특한 설계는 하나조노 대학 선불교 국제 연구소의 크리스티안 비테른에 의해 비판받았는데, 그는 문자 변형의 관계가 "매우 복잡하며 고정된, 1차원적인, 고정된 코드 테이블로 표현할 수 없다"고 주장했다. 켄 런디는 이를 "대만에서 가장 잘 고안된 문자 세트 표준 중 하나"라고 묘사하며, 그 구조를 "정말로 존경할 만하다"고 설명했지만, OpenType 변형 대체가 동일한 수준의 기능을 제공할 수 있다고 결론지었다.
CCCII는 1987년 판 기준으로 약 53940개의 코드 포인트를 정의하지만, 1989년의 더 최근 초안은 이를 75684개의 코드 포인트(44167개의 고유 문자 및 31517개의 변형으로 구성)로 확장했다. 미국 의회도서관에서 사용하는 EACC 변형은 15686개의 더 작은 문자 세트만 포함한다.

## 채택
1995년 현재, CCCII 또는 EACC는 주로 미국, 홍콩, 대만의 도서관에서 사용되었다. CCCII는 범-한중일 지원을 약속했지만, 그 지원은 특수 하드웨어로 제한되었다. 확고하게 확립된 참조 글리프의 부족으로 인해 루트 대 변형 문자를 언제 사용해야 하는지 확인하기 어려웠고, 이는 채택을 더욱 제한하여 도서관 외부에서는 유니코드가 당시 널리 채택되지 않았기 때문에 Big5가 해당 지역에서 중국어에 더 일반적으로 사용되었다.
2009년 기준, EACC는 여전히 전문 서지 목적으로 광범위하게 사용되고 있다. 또한 유니코드의 중요한 전신이었다. EACC를 유지하는 데 사용되었던 Research Libraries Group의 CJK 시소러스를 기반으로 한 CJK 문자 상호 참조 데이터베이스에 대한 애플 컴퓨터의 작업은 유니코드의 유니한 세트 개발에 직접 통합되었다. 유니코드 한자 문자는 유니한 데이터베이스의 kCCCII 및 kEACC 키에서 해당 CCCII 및 EACC 코드로 참조된다. 그러나 유니코드의 문자 통합 기준(일본 JIS X 0208 및 중국에서 Common Chinese Code 협회에서 개발한 기준에 기반함)은 CCCII에서 사용된 기준과 다르므로 모든 변형 문자가 개별적으로 매핑되지 않는다. EACC와 유니코드 간의 한자, 한글, 가나 및 구두점 매핑 테이블은 미국 의회도서관에서 구할 수 있다.

## 구두점, 기호, 가나 및 자모 차트
다음은 구두점, 기호, 가나 및 한글 자모 차트로, 문자를 보여주고 가능한 유니코드 매핑을 제공한다. 가능한 경우, 이러한 것들은 공개된 매핑 데이터를 참조한다.
한글 음절에 대한 유니코드 매핑은 간결성을 위해 아래에서 생략되었지만, 미국 의회도서관에서 문서화되어 있다. CCCII 한자는 수만 개에 달하며 아래에는 표시되지 않지만(부수 또는 숫자로 한자 외 범위에 포함된 경우 제외), 유니코드 매핑은 유니한 데이터베이스 및 다른 곳에서 구할 수 있다.

### 문자 집합 0x2120 (평면 1, 행 0: 홍콩 구두점)
CCCII는 일반적으로 94n 세트이므로, 일반적으로 0x2120으로 시작하는 코드를 사용하지 않지만, 다음 레이아웃은 홍콩의 도서관에서 사용하는 변형에서 사용된다.
|    | 0  | 1  | 2  | 3  | 4 | 5 | 6 | 7 | 8  | 9  | A  | B  | C  | D  | E  | F  |
| 2x |    | ､  | ｡  |    | ･ | ﾞ | ﾟ | ´ | ｀ | ¨  |    | ￣ | ヽ | ヾ | ゝ | ゞ |
| 3x | 〃 |    |    | 〆 |   |   |   |   |    | ‖  |    |    |    | …  | ‥  |    |
| 4x | “  | 〔 | 〕 |    |   |   |   | ｢ | ｣  | 『 | 』 | 【 | 】 | ±  | ×  | ÷  |
| 5x | ≠  | ≦  | ≧  | ∞  | ∴ | ♂ | ♀ | ° | ℃  | ¢  | £  | §  | ☆  | ★  | ○  | ●  |
| 6x | ′  | ″  |    |    |   |   |   |   |    |    |    |    |    |    |    | ◎  |
| 7x | ◇  | ◆  | □  | ■  | △ | ▲ | ▽ | ▼ | ※  | 〒 | →  | ←  | ↑  | ↓  |    |    |

### 문자 집합 0x2121 (평면 1, 행 1: 제어용 예약)
평면 1 행 1에는 문자가 할당되지 않았으며, 제어 코드용으로 예약되어 있다.

### 문자 집합 0x2122 (평면 1, 행 2: 수학 연산자)
이 행에는 수학 연산자가 포함되어 있다. EACC는 이 행을 비워둔다. 다음 표는 대만 출처를 참조한다.
|    | 0  | 1 | 2  | 3 | 4  | 5 | 6 | 7  | 8  | 9  | A | B | C | D | E | F  |
| 2x |    | ∞ | ＋ | − | ±  | × | ⋅ | ÷  | ∕  | ＝ | ≠ | ≡ | ≈ | ∼ | ∝ | ＜ |
| 3x | ＞ | ≮ | ≯  | ≤ | ≥  | ≪ | ≫ | ∂  | ∫  | Δ  | ∆ | ∇ | ▫ | ∠ | ⊤ | ∥  |
| 4x | ≅  | ≞ | ∴  | ∃ | ∀  | ∪ | ∩ | ⊂  | ⊃  | ⇒  | ⇔ | ∋ | ∈ | ∉ | ∑ | ㏒ |
| 5x | ㏑ | ℯ | π  | √ | ︕ | ⎸ | ⎹ | 〈 | 〉 |    |   |   |   |   |   |    |
| 6x |    |   |    |   |    |   |   |    |    |    |   |   |   |   |   |    |
| 7x |    |   |    |   |    |   |   |    |    |    |   |   |   |   |   |    |

다음 표는 홍콩의 도서관 그룹인 홍콩 이노베이티브 사용자 그룹(Hong Kong Innovative Users Group)에서 제공하고 홍콩 대학에서 호스팅하는 CCCII 데이터를 참조한다. 이 행에서는 완전히 다른 레이아웃을 사용한다.
|    | 0 | 1 | 2 | 3 | 4 | 5 | 6 | 7 | 8 | 9 | A | B | C | D | E | F |
| 2x | ∈ | ∋ | ⊆ | ⊇ | ⊂ | ⊃ | ∪ | ∩ | ∧ | ∨ | ¬ | ⇒ | ⇔ | ∀ | ∃ |   |
| 3x | ∠ | ⊥ | ⌒ | ∂ | ∇ | ≡ | ≒ | ≪ | ≫ | √ | ∽ | ∝ | ∵ | ∫ | ∬ |   |
| 4x | Å | ‰ | ♯ | ♭ | ♪ | † | ‡ | ¶ | ◯ |   |   |   |   |   |   |   |
| 5x | ─ | │ | ┌ | ┐ | ┘ | └ | ├ | ┬ | ┤ | ┴ | ┼ | ━ | ┃ | ┏ | ┓ | ┛ |
| 6x | ┗ | ┣ | ┳ | ┫ | ┻ | ╋ | ┠ | ┯ | ┨ | ┷ | ┿ | ┝ | ┰ | ┥ | ┸ | ╂ |
| 7x |   |   |   |   |   |   |   |   |   |   |   |   |   |   |   |   |

### 문자 집합 0x2123 (평면 1, 행 3: 로마자 및 구두점)
이 행에는 구두점, 아라비아 숫자 및 로마자 문자가 포함되어 있다. 완성 코드의 행 3 및 GB 2312의 행 3과 비교한다.
다양한 변형은 표의 문자 공간(U+3000)를 0x212320(MARC 사양에서 인정), 0x212321(ANSI 표준에 나열되어 있으며 MARC에서도 인정), 또는 0x21635F에 인코딩한다. EACC는 이 세트에 하이픈 마이너스, 괄호 및 표의 문자 공간만 포함한다.
|    | 0    | 1      | 2 | 3 | 4 | 5 | 6 | 7 | 8    | 9    | A | B | C  | D    | E | F |
| 2x | IDSP | !/IDSP | " | # | $ | % | & | ' | (/（ | )/） | * | + | ,  | -/－ | . | / |
| 3x | 0    | 1      | 2 | 3 | 4 | 5 | 6 | 7 | 8    | 9    | : | ; | <  | =    | > | ? |
| 4x | @    | A      | B | C | D | E | F | G | H    | I    | J | K | L  | M    | N | O |
| 5x | P    | Q      | R | S | T | U | V | W | X    | Y    | Z | [ | \  | ]    | ↑ | _ |
| 6x | `/'  | a      | b | c | d | e | f | g | h    | i    | j | k | l  | m    | n | o |
| 7x | p    | q      | r | s | t | u | v | w | x    | y    | z | { | \| | }    | ~ |   |

### 문자 집합 0x212A (평면 1, 행 10: 내부 IME 문자 및 게타 기호)
EACC에서 이 행에는 RLIN 입력 방식에서 문자 구성 요소를 내부적으로 나타내는 데 사용되는 여러 Private Use Area 매핑 문자가 포함되어 있으며, 이는 미국 의회도서관에서 비로마자 카탈로그 작성에 사용된다. 이러한 구성 요소 문자는 IME에서만 내부적으로 사용해야 하며, 다른 곳에서 발견될 경우 게타 기호(U+3013)로 대체될 수 있으며, 이 행에는 0x212A46에도 포함되어 있다. 이 행은 CCCII에는 할당되지 않았지만, 게타 기호는 CCCII의 일부 매핑에서 해당 위치에도 나열되어 있다.
|    | 0 | 1 | 2 | 3 | 4 | 5 | 6  | 7 | 8 | 9 | A | B | C | D | E | F |
| 2x |   | � | � | � | � | � | �  |   | � | � | � | � | � | � | � | � |
| 3x | � |   | � | � | � | � | �  | � | � | � | � | � | � | � | � | � |
| 4x | � | � | � | � | � | � | 〓 |   |   |   |   |   |   |   |   |   |
| 5x |   |   |   |   |   |   |    |   |   |   |   |   |   |   |   |   |
| 6x |   |   |   |   |   |   |    |   |   |   |   |   |   |   |   |   |
| 7x |   |   |   |   |   |   |    |   |   |   |   |   |   |   |   |   |

### 문자 집합 0x212B (평면 1, 행 11: 구두점)
이 행에는 중국어에서 사용되는 다양한 구두점과 다른 기호가 포함되어 있다. CCCII는 이 행에 35개의 구두점을 포함한다. EACC는 이 행에 13개의 문자만 포함한다(아래 상자로 표시).
|    | 0  | 1     | 2     | 3  | 4     | 5  | 6  | 7  | 8  | 9  | A  | B  | C  | D  | E  | F  |
| 2x |    | ︵    | ︶    | ﹁ | ﹂    | 「 | 」 | ︳ | ＿ | ﹃ | ﹄ | 『 | 』 | ︴ | ﹏ | ︹ |
| 3x | ︺ | 〔/［ | 〕/］ | 。 | ・/． | 、 | ⋮  | ⋯  | ， | ； | ： | ？ | ︱ | ！ | ︲ | ︱ |
| 4x | ‘  | ’     | “     | ”  |       |    |    |    |    |    | 《 | 》 | 【 | 】 | 〖 | 〗 |
| 5x |    | ＄    | ¢     | ₡  | £     | ¥  | ₨  | d. | s. | ／ | ＃ | ％ | ⅌  | ＠ | ¶  | ®  |
| 6x | ©  | ℅     | ＆    | §  | †     | ‡  | ＊ |    |    |    |    |    |    |    |    |    |
| 7x | ヽ | ヾ    | ゝ    | ゞ | α     | 〒 |    |    |    |    |    |    |    |    |    |    |

### 문자 집합 0x212C–0x212E (평면 1, 행 12–14: 부수 및 서수)
이 행에는 중국 부수, 로마 숫자, 십간, 십이지 문자가 포함되어 있다.
|    | 0  | 1  | 2  | 3  | 4  | 5  | 6  | 7  | 8  | 9  | A  | B  | C  | D  | E  | F  |
| 2x |    |    | ⼀ | ⼁ | ⼂ | ⼃ | ⼄ | ⼅ |    | ⼆ | ⼇ | ⼈ | ⼉ | ⼊ | ⼋ | ⼌ |
| 3x | ⼍ | ⼎ | ⼏ | ⼐ | ⼑ | ⼒ | ⼓ | ⼔ | ⼕ | ⼖ | ⼗ | ⼘ | ⼙ | ⼚ | ⼛ | ⼜ |
| 4x |    | ⼝ | ⼞ | ⼟ | ⼠ | ⼡ | ⼢ | ⼣ | ⼤ | ⼥ | ⼦ | ⼧ | ⼨ | ⼩ | ⼪ | ⼫ |
| 5x | ⼬ | ⼭ | ⼮ | ⼯ | ⼰ | ⼱ | ⼲ | ⼳ | ⼴ | ⼵ | ⼶ | ⼷ | ⼸ | ⼹ | ⼺ | ⼻ |
| 6x |    | ⼼ | ⼽ | ⼾ | ⼿ | ⽀ | ⽁ | ⽂ | ⽃ | ⽄ | ⽅ | ⽆ | ⽇ | ⽈ | ⽉ | ⽊ |
| 7x | ⽋ | ⽌ | ⽍ | ⽎ | ⽏ | ⽐ | ⽑ | ⽒ | ⽓ | ⽔ | ⽕ | ⽖ | ⽗ | ⽘ | ⽙ |    |

|    | 0  | 1     | 2  | 3  | 4  | 5  | 6  | 7  | 8  | 9  | A  | B  | C  | D  | E     | F  |
| 2x |    | ⽚    | ⽛ | ⽜ | ⽝ |    | ⽞ | ⽟ | ⽠ | ⽡ | ⽢ | ⽣ | ⽤ | ⽥ | ⽦    | ⽧ |
| 3x | ⽨ | ⽩    | ⽪ | ⽫ | ⽬ | ⽭ | ⽮ | ⽯ | ⽰ | ⽱ | ⽲ | ⽳ | ⽴ |    | ⽵    | ⽶ |
| 4x | ⽷ | ⽸    | ⽹ | ⽺ | ⽻ | ⽼ | ⽽ | ⽾ | ⽿ | ⾀ | ⾁ | ⾂ | ⾃ | ⾄ | ⾅    | ⾆ |
| 5x | ⾇ | ⾈    | ⾉ | ⾊ | ⾋ | ⾌ | ⾍ | ⾎ | ⾏ | ⾐ | ⾑ |    | ⾒ | ⾓ | ⾔/訁 | ⾕ |
| 6x | ⾖ | ⾗    | ⾘ | ⾙ | ⾚ | ⾛ | ⾜ | ⾝ | ⾞ | ⾟ | ⾠ | ⾡ | ⾢ | ⾣ | ⾤    | ⾥ |
| 7x |    | ⾦/釒 | ⾧ | ⾨ | ⾩ | ⾪ | ⾫ | ⾬ | ⾭ | ⾮ |    | ⾯ | ⾰ | ⾱ | ⾲    |    |

|    | 0  | 1  | 2  | 3  | 4  | 5     | 6  | 7  | 8  | 9  | A  | B  | C  | D  | E  | F  |
| 2x |    | ⾳ | ⾴ | ⾵ | ⾶ | ⾷/飠 | ⾸ | ⾹ |    | ⾺ | ⾻ | ⾼ | ⾽ | ⾾ | ⾿ | ⿀ |
| 3x | ⿁ |    | ⿂ | ⿃ | ⿄ | ⿅    | ⿆ | ⿇ |    | ⿈ | ⿉ | ⿊ | ⿋ |    | ⿌ | ⿍ |
| 4x | ⿎ | ⿏ |    | ⿐ | ⿑ |       | ⿒ |    | ⿓ | ⿔ |    | ⿕ |    |    |    |    |
| 5x | 甲 | 乙 | 丙 | 丁 | 戊 | 己    | 庚 | 辛 | 壬 | 癸 |    |    |    |    |    |    |
| 6x | 子 | 丑 | 寅 | 卯 | 辰 | 巳    | 午 | 未 | 申 | 酉 | 戌 | 亥 |    |    |    |    |
| 7x |    | Ⅰ  | Ⅱ  | Ⅲ  | Ⅳ  | Ⅴ     | Ⅵ  | Ⅶ  | Ⅷ  | Ⅸ  | Ⅹ  | Ⅺ  | Ⅻ  |    |    |    |

### 문자 집합 0x212F (평면 1, 행 15: 중국 숫자 및 주음부호)
이 행에는 중국 숫자와 주음부호 문자가 포함된다. EACC는 표의 문자 0(〇)만 포함한다.
|    | 0  | 1  | 2  | 3    | 4  | 5  | 6  | 7  | 8  | 9  | A  | B  | C  | D  | E  | F  |
| 2x |    | 〡 | 〢 | 〣   | 〤 | 〥 | 〦 | 〧 | 〨 | 〩 | 〸 | 〹 | 〺 |    |    |    |
| 3x | 〇 | 一 | 二 | 三   | 四 | 五 | 六 | 七 | 八 | 九 | 十 | 百 | 千 | 万 |    |    |
| 4x | 零 | 壹 | 貳 | 參   | 肆 | 伍 | 陸 | 柒 | 捌 | 玖 | 拾 | 佰 | 仟 | 萬 | 億 |    |
| 5x | ˊ  | ˇ  | ˋ  | ˙/﹒ | ㄅ | ㄆ | ㄇ | ㄈ | ㄉ | ㄊ | ㄋ | ㄌ | ㄍ | ㄎ | ㄏ | ㄐ |
| 6x | ㄑ | ㄒ | ㄓ | ㄔ   | ㄕ | ㄖ | ㄗ | ㄘ | ㄙ | ㄚ | ㄛ | ㄜ | ㄝ | ㄞ | ㄟ | ㄠ |
| 7x | ㄡ | ㄢ | ㄣ | ㄤ   | ㄥ | ㄦ | ㄧ | ㄨ | ㄩ |    | ü  |    |    |    |    |    |

### 문자 집합 0x272B (평면 7, 행 11: 참조 기호)
이 행에는 참조 기호(코메 지루시)가 포함된다.
|    | 0 | 1 | 2 | 3 | 4 | 5 | 6 | 7 | 8 | 9 | A | B | C | D | E | F |
| 6x |   |   |   |   |   |   |   |   |   |   |   |   |   |   |   | ※ |

### 문자 집합 0x272E–0x272F (평면 7, 행 14–15: 대체 주음부호)
홍콩의 도서관에서 사용하는 변형은 평면 1 행 15에 주음부호 문자를 포함하지 않지만, 평면 7에 다른 레이아웃으로 포함한다.
|    | 0 | 1 | 2 | 3 | 4 | 5  | 6  | 7  | 8  | 9  | A  | B  | C  | D  | E  | F |
| 7x |   |   |   |   |   | ㄅ | ㄆ | ㄇ | ㄈ | ㄉ | ㄊ | ㄋ | ㄌ | ㄍ | ㄎ |   |

|    | 0  | 1  | 2  | 3  | 4  | 5  | 6  | 7  | 8  | 9  | A  | B  | C  | D  | E  | F  |
| 2x |    | ㄏ | ㄐ | ㄑ | ㄒ | ㄓ | ㄔ | ㄕ | ㄖ | ㄗ | ㄘ | ㄙ | ㄚ | ㄛ | ㄜ | ㄝ |
| 3x | ㄞ | ㄟ | ㄠ | ㄡ | ㄢ | ㄣ | ㄤ | ㄥ | ㄦ | ㄧ | ㄨ | ㄩ |    |    |    |    |

### 문자 집합 0x6921 (평면 73, 행 1: 일본어 구두점)
이 행은 레이어 13의 첫 번째 평면인 평면 73에 있으며, 일본어 지원을 위해 포함된 문자를 포함한다. 구두점을 포함한다. 이 행이 포함하는 문자의 레이아웃을 따르는 JIS X 0208의 행 1과 비교한다.
|    | 0 | 1 | 2  | 3  | 4  | 5  | 6  | 7 | 8 | 9  | A  | B | C  | D | E | F |
| 2x |   |   |    |    |    |    | ・ |   |   |    |    |   |    |   |   |   |
| 3x |   |   |    |    |    |    |    |   |   | 々 | 〆 |   | ー |   |   |   |
| 4x |   |   |    |    |    |    |    |   |   |    |    |   |    |   |   |   |
| 5x |   |   | 〈 | 〉 | 《 | 》 |    |   |   |    |    |   |    |   |   |   |
| 6x |   |   |    |    |    |    |    |   |   |    |    |   |    |   |   |   |
| 7x |   |   |    |    |    |    |    |   |   |    |    |   |    |   |   |   |

### 문자 집합 0x6924 (평면 73, 행 4: 히라가나)
이 행에는 히라가나가 포함된다. JIS X 0208의 행 4와 비교한다.
|    | 0  | 1  | 2  | 3  | 4  | 5  | 6  | 7  | 8  | 9  | A  | B  | C  | D  | E  | F  |
| 2x |    | ぁ | あ | ぃ | い | ぅ | う | ぇ | え | ぉ | お | か | が | き | ぎ | く |
| 3x | ぐ | け | げ | こ | ご | さ | ざ | し | じ | す | ず | せ | ぜ | そ | ぞ | た |
| 4x | だ | ち | ぢ | っ | つ | づ | て | で | と | ど | な | に | ぬ | ね | の | は |
| 5x | ば | ぱ | ひ | び | ぴ | ふ | ぶ | ぷ | へ | べ | ぺ | ほ | ぼ | ぽ | ま | み |
| 6x | む | め | も | ゃ | や | ゅ | ゆ | ょ | よ | ら | り | る | れ | ろ | ゎ | わ |
| 7x | ゐ | ゑ | を | ん |    |    |    |    |    |    |    |    |    |    |    |    |

### 문자 집합 0x6925 (평면 73, 행 5: 가타카나)
이 행에는 가타카나가 포함된다. JIS X 0208의 행 5와 비교한다. 이 행은 별도의 탁점 및 반탁점 추가 외에는 JIS X 0208의 행 5에 해당한다.
|    | 0  | 1  | 2  | 3  | 4  | 5  | 6  | 7    | 8    | 9  | A  | B  | C  | D  | E  | F  |
| 2x |    | ァ | ア | ィ | イ | ゥ | ウ | ェ   | エ   | ォ | オ | カ | ガ | キ | ギ | ク |
| 3x | グ | ケ | ゲ | コ | ゴ | サ | ザ | シ   | ジ   | ス | ズ | セ | ゼ | ソ | ゾ | タ |
| 4x | ダ | チ | ヂ | ッ | ツ | ヅ | テ | デ   | ト   | ド | ナ | ニ | ヌ | ネ | ノ | ハ |
| 5x | バ | パ | ヒ | ビ | ピ | フ | ブ | プ   | ヘ   | ベ | ペ | ホ | ボ | ポ | マ | ミ |
| 6x | ム | メ | モ | ャ | ヤ | ュ | ユ | ョ   | ヨ   | ラ | リ | ル | レ | ロ | ヮ | ワ |
| 7x | ヰ | ヱ | ヲ | ン | ヴ | ヵ | ヶ | ◌゙/゛ | ◌゚/゜ |    |    |    |    |    |    |    |

### 문자 집합 0x6F24–0x6F25 (평면 79, 행 4–5: 자모)
이 행에는 한국어 자모가 포함된다.
|    | 0  | 1  | 2  | 3  | 4  | 5  | 6  | 7  | 8  | 9  | A  | B  | C  | D  | E  | F  |
| 5x |    |    |    |    |    |    |    | ㄱ | ㄴ | ㄷ | ㄹ | ㅁ | ㅂ | ㅅ | ㅇ | ㅈ |
| 6x | ㅊ | ㅋ | ㅌ | ㅍ | ㅎ | ㄲ |    |    |    | ㄸ |    |    |    |    | ㅃ |    |
| 7x | ㅆ | ㅉ | ㅏ | ㅐ | ㅑ |    | ㅓ | ㅔ | ㅕ |    | ㅗ | ㅘ |    |    | ㅛ |    |

|    | 0 | 1  | 2 | 3 | 4 | 5  | 6  | 7  | 8  | 9 | A | B | C | D | E | F |
| 2x |   | ㅜ |   |   |   | ㅠ | ㅡ | ㅢ | ㅣ |   |   |   |   |   |   |   |

### 문자 집합 0x6F76 (평면 79, 행 86: 고대 한글)
이 행에는 더 이상 정기적으로 사용되지 않는 여러 역사적인 한글 문자가 포함되어 있다. 이들 중 일부는 Private Use Area에 매핑되어 있다.
|    | 0 | 1  | 2  | 3  | 4 | 5  | 6 | 7 | 8 | 9 | A | B | C | D | E | F |
| 2x |   | ㆁ | ㆆ | ㅿ | � | ㆍ |   |   |   |   |   |   |   |   |   |   |
| 3x |   |    |    |    |   |    |   |   |   |   |   |   |   |   |   |   |
| 4x | � | �  | �  | �  | � | �  | � | � | � | � | � | � | � | � | � | � |
| 5x | � | �  | �  | �  | � | �  | � | � |   |   |   |   |   |   |   |   |
| 6x |   |    |    |    |   |    |   |   |   |   |   |   |   |   |   |   |
| 7x |   |    |    |    |   |    |   |   |   |   |   |   |   |   |   |   |

### 문자 집합 0x7B25 (평면 91, 행 5: 보충 가타카나)
이 행에는 외국어 음소를 표기하는 데 사용되는 추가 가타카나가 포함된다.
|    | 0 | 1 | 2 | 3 | 4 | 5 | 6 | 7 | 8 | 9  | A  | B  | C | D | E | F |
| 7x |   |   |   |   |   |   |   |   |   | ヷ | ヸ | ヹ |   |   |   |   |

## 같이 보기
- 한자 정보 기술
- 한자

## 내용주
1. ↑  ISO 2022 94n 세트의 트레일 바이트 범위를 벗어나지만, 일부 구현에서 사용되는 것으로 언급된다.[8]
2. ↑  EACC용 ANSI 표준에 지정된 표의 문자 공간 코딩.[8] 이는 CCCII에서 느낌표로 사용된다.[10] 또한 0x212B3D의 느낌표 외에도 사용된다.[16] CCCII의 홍콩 HKIUG 변형은 여기에서 EACC를 따른다.[9]
3. ↑  Encode::HanExtra 매핑은 이 문자에 U+FE52를 사용한다.[10] 그러나 이는 다른 세 개의 주음부호의 성조 기호인 ˊ, ˇ, ˋ에 이어 여기에 나타난다.[16] 매핑 U+02D9는 예를 들어 Big5와 같이 주음부호 범위의 인코딩에서 이 성조 기호에 더 일반적으로 사용된다.[20]